# Маријон (име)
Маријон (мађ. Marion), је женско име које се користи у мађарском језику, води порекло из француског језика и један је од облика имена Мирјам.
Сродна имена су: Манон, Мара, Марија, Маријан, Маријана, Марица, Марина, Маринела, Маринета, Мариора, Марита, Маша, Мија, Мијета и Риа.

## Имендани
- 23. јануар.
- 2. фебруар.
- 11. фебруар.
- 12. септембар.

## Варијације имена у језицима
-,